# 산내로 (밀양시)
산내로(Sannae-ro)는 경상남도 밀양시 산내면 용전교차로와 밀양시 산내면 석남터널을 연결하는 경상남도의 도로이다.

## 역사
- 2009년 7월 10일 : 도로명으로 산내로로 고시

## 주요 경유지
경상남도
- 밀양시 (산내면)

## 노선
| 이름          | 접속 노선                | 소재지 | 소재지 | 비고 |
| ------------- | ------------------------ | ------ | ------ | ---- |
| 용전 교차로   | 국도 제24호선 (밀양대로) | 밀양시 | 산내면 |      |
| 용전교        |                          | 밀양시 | 산내면 |      |
| 임고교        |                          | 밀양시 | 산내면 |      |
| 임고 교차로   | 국도 제24호선 (밀양대로) | 밀양시 | 산내면 |      |
| 송백교        |                          | 밀양시 | 산내면 |      |
| 가인 교차로   | 국도 제24호선 (밀양대로) | 밀양시 | 산내면 |      |
| 원서 교차로   | 국도 제24호선 (밀양대로) | 밀양시 | 산내면 |      |
| 삼양교        |                          | 밀양시 | 산내면 |      |
| 삼양터널      |                          | 밀양시 | 산내면 |      |
| 석남로와 직결 |                          |        |        |      |

## 주요 건물 및 시설
- 산내면보건지소 (산내로 319/송백리 1298)
- 산내면 행정복지센터 (산내로 320/송백리 1300-1)
- 산내초등학교 (산내로 335/송백리 1308)
- 밀양산내우체국 (산내로 352/송백리 1325-1)
- GS칼텍스 송백주유소 (산내로 384/송백리 1211)
- S-OIL 약수정주유소 (산내로 766/원서리 983-3)
- S-OIL 남영셀프주유소 (산내로 1115/남영리 1156-1)
- 산내남명초등학교 (산내로 1143/남영리 1109-1)
- 농협 팔영농협 남영지점 (산내로 1153/남영리 1102-1)